# Tofte
Tofte je selo u općini Hurum (okrug Buskerud), u južnoj Norveškoj. Tofte ima 3 045 stanovnika (po popisu 1. siječnja 2009.). Tofte je najpoznatiji po tvornici za proizvodnju papira, ali u zadnje vrijeme je sve poznatiji po prvom svjetskom prototipu osmotske elektrane, u kojoj se električna energija dobiva osmozom (posjeduju dva vodena spremnika ispunjena vodom različitog stupnja saliniteta), a započela je s radom 2009.

## Osmotska elektrana
Norveška je 2009. predstavila prototip prve osmotske elektrane u svijetu, koja proizvodi električnu struju miješanjem svježe i morske vode kroz specijalnu membranu i uopće ne ispušta štetne plinove. Energija dobivena osmozom jedan je u nizu eksperimentalnih projekata o primjeni obnovljivih izvora energije. Prototip elektrane vlasništvo je norveške državne elektroenergetske tvrtke Statkraft, a cilj mu je testiranje i razvoj tehnologije utemeljene na prirodnoj pojavi osmoze, koji drveću omogućuje upijanje vode kroz lišće. U postupku koji služi kao pokretačka snaga za proizvodnju struje u elektrani, slatka voda zbog razlike u koncentraciji otopljenih tvari prolazi kroz polupropusnu membranu i miješa se sa slanom vodom. Taj protok stvara tlak koji se koristi za pokretanje vodne turbine i proizvodnju električne energije. Elektrana u početku je proizvodila samo 2 do 4 kW električne energije, što je dovoljno za pogon aparata za kavu. Statkraft, najveći proizvođač energije iz obnovljivih izvora u Europi s iskustvom u području hidroenergije, koja zadovoljava gotovo cjelokupne norveške potrebe za električnom strujom, želi najkasnije 2015. početi graditi osmotske elektrane za tržište.
Najveći je izazov poboljšanje učinkovitosti membrane sa sadašnjeg 1 W po četvornom metru na oko 5 W, koliko bi po tvrdnjama norveške tvrtke bilo dovoljno da troškovi proizvodnje budu usporedivi s onima ostalih obnovljivih izvora. Statkraft je kazao da se na početku istraživanja u drugoj polovini 1990-ih godina učinkovitost membrane mjerila proizvodnjom 0,01 W električne struje po četvornom metru membrane, dok najsuvremenija tehnologija omogućuje proizvodnju 2 do 3 W po četvornom metru.
Membrane norveške elektrane smještene u fjordu oko 60 kilometara južno od Osla, a imaju ukupnu površinu oko 2 000 četvornih metara, a nalaze se u plastičnim cijevima koje ograničavaju korozivan utjecaj soli. Čiste se svakog dana. U budućnosti osmotske elektrane koje će proizvoditi 25 MW električne struje, dovoljno za opskrbu 30 000 europskih kućanstava, bit će veličine nogometnog igrališta, s ukupnom površinom membrana oko 5 milijuna četvornih metara, ističu u Statkraftu. 
Takav će model zahtijevati dotok slatke vode od 25 m3 u sekundi, te slane vode od 50 m3 u sekundi. Nakon što se riješi problem konstrukcije nove membrane, u svijetu će se godišnje moći proizvoditi 1 600 do 1 700 TWh električne struje. Europski potencijal za proizvodnju struje procesom osmoze procijenjen je na 180 TWh ili oko 5% ukupne potrošnje električne energije.

### Način rada
Elektrane koje rade na pojavi osmoze posjeduju dva vodena spremnika ispunjena vodom različitog stupnja saliniteta. Zbog razlike koncentracije natrijevog klorida između dva spremnika ispunjenih tekućinom dolazi do pojave osmoze. Koncentracija natrijevog klorida u odvojenim spremnicima teži izjednačavanju te stoga slatka voda počinje, kroz polupropusnu membranu koja osigurava jednosmjeran tok vode, protjecati u spremnik sa slanom vodom. Tlak, koji se javlja u spremniku slane vode, jednak je tlaku na dubini od 120 metara pod morem, te ga je moguće iskoristiti za pogon vodne turbine u generatoru. Tehnologija dobivanja energije osmozom u potpunosti se temelji na obnovljivim izvorima.

### Povijest
Način rada je tijekom 1970-ih razvio profesor Sidney Loeb u SAD-u, međutim ozbiljan razvoj nije planiran zbog niske cijene električne energije. Zasluge za daljnji razvoj tijekom 1980-ih pripadaju istraživačima SINTEF-a dr. Thor Thorsenu i dr. Torleif Holtu, koji su 1996. način rada prikazali norveškoj tvrtci Statkraft.
Norveška princeza Mette-Marit 24. studenog 2009. otvara prvi prototip osmotske elektrane u Toftu, Norveška. Instalirana snaga prototipa elektrane iznosi 10 kWh i primarna svrha prototipa je daljnje istraživanje i razvoj tehnologije. Glavna prepreka do potpune komercijalne elektrane je relativno niska učinkovitost polupropusne membrane koja trenutno iznosi 1 W po kvadratnom metru, cilj istraživača je dosegnuti učinkovitost od 5 W po kvadratnom metru te očekuju da će potpuna komercijalna elektrana biti u pogonu do 2015.